# دوين وايلي
دوين وايلي (بالإنجليزية: Duane Wylie)‏ هو لاعب هوكي الجليد كندي وأمريكي، ولد في 10 نوفمبر 1950 في سبوكين في الولايات المتحدة.

## وصلات خارجية
- دوين وايلي على موقع دوري الهوكي الوطني (الإنجليزية)
- دوين وايلي على موقع EliteProspects.com (الإنجليزية)
- دوين وايلي على موقع HockeyDB.com (الإنجليزية)
- دوين وايلي على موقع Hockey-Reference.com (الإنجليزية)